# Racers Grand Prix
Racers Grand Prix, o Racers Adidas Grand Prix por motivos de patrocinio, es una reunión anual de atletismo que se celebra en la ciudad de Kingston (Jamaica), usualmente en el mes de junio. El recinto del evento deportivo es el Estadio Nacional de Jamaica. 
La primera edición se realizó en el año 2016, con el objetivo de reunir en la competición tanto a los atletas de élite como de la asociación deportiva local Racers Track Club. A partir del año 2020 forma parte del World Athletics Continental Tour con etiqueta de oro, o de primer nivel dentro de la competición.

## Récords de la reunión

### Masculino
| Prueba                  | Marca   | Atleta            | País           | Fecha      |
| ----------------------- | ------- | ----------------- | -------------- | ---------- |
| 100 m                   | 9,88    | Usain Bolt        | Jamaica        | 11/06/2016 |
| 200 m                   | 19,84   | Wayde van Niekerk | Sudáfrica      | 10/06/2017 |
| 300 m                   | 31,03   | Wayde van Niekerk | Sudáfrica      | 11/06/2016 |
| 400 m                   | 44,35   | Kirani James      | Granada        | 09/06/2018 |
| 800 m                   | 1:44,86 | Willy Tarbei      | Kenia          | 10/07/2017 |
| 3000 m                  | 7:41,20 | Mo Farah          | Reino Unido    | 10/06/2017 |
| 110 m                   | 13:09   | David Oliver      | Estados Unidos | 11/06/2016 |
| 400 m vallas            | 48:10   | Johnny Dutch      | Estados Unidos | 11/06/2016 |
| Salto de altura         | 2:24    | Jamal Wilson      | Jamaica        | 09/06/2018 |
| Salto de longitud       | 8:13    | Shawn D. Thompson | Jamaica        | 08/06/2019 |
| Salto triple            | 17:20   | Christian Taylor  | Estados Unidos | 10/06/2017 |
| Lanzamiento de peso     | 21,11   | Ryan Whiting      | Estados Unidos | 10/06/2017 |
| Lanzamiento de disco    | 68,10   | Fedrick Dacres    | Jamaica        | 08/06/2019 |
| Lanzamiento de jabalina | 80,73   | Lars Hamann       | Alemania       | 11/06/2016 |

### Femenino
| Prueba              | Marca   | Atleta                  | País           | Fecha      |
| ------------------- | ------- | ----------------------- | -------------- | ---------- |
| 100 m               | 10,88   | Shelly-Ann Fraser-Pryce | Jamaica        | 08/06/2019 |
| 200 m               | 22,05   | Shaunae Miller-Uibo     | Bahamas        | 11/06/2016 |
| 400 m               | 49,54   | Shaunae Miller-Uibo     | Bahamas        | 08/06/2019 |
| 800 m               | 1:59,22 | Ajee Wilson             | Estados Unidos | 08/06/2019 |
| 400 m vallas        | 54,21   | Shamier Little          | Jamaica        | 10/06/2017 |
| 100 m vallas        | 12,54   | Kendra Harrison         | Estados Unidos | 08/06/2019 |
| Salto de altura     | 1,88    | Kimberly Williamson     | Jamaica        | 10/06/2017 |
| Triple salto        | 14,69   | Shanieka Ricketts       | Jamaica        | 10/06/2019 |
| Lanzamiento de peso | 18,59   | Danniel Thomas-Dodd     | Jamaica        | 09/06/2018 |